# Xã Butler, Quận Mercer, Ohio
Xã Butler (tiếng Anh: Butler Township) là một xã thuộc quận Mercer, tiểu bang Ohio, Hoa Kỳ. Năm 2010, dân số của xã này là 6.345 người.